# HMS Snapper (39S)
| «Снаппер»                                                          | «Снаппер»                                                                              | «Снаппер»                                                                              |
| ------------------------------------------------------------------ | -------------------------------------------------------------------------------------- | -------------------------------------------------------------------------------------- |
| HMS Snapper (39S)                                                  |                                                                                        |                                                                                        |
|                                                                    |                                                                                        |                                                                                        |
| Британський підводний човен «Снаппер». 1935                        |                                                                                        |                                                                                        |
| Верф                                                               | Chatham Dockyard, Чатем                                                                | Chatham Dockyard, Чатем                                                                |
| Під прапором                                                       | Велика Британія                                                                        | Велика Британія                                                                        |
| Належність                                                         | Військово-морські сили Великої Британії                                                | Військово-морські сили Великої Британії                                                |
| Порт приписки                                                      | Александрія, Валетта, Портсмут, Росайт                                                 | Александрія, Валетта, Портсмут, Росайт                                                 |
| Замовлення                                                         | 12 червня 1933                                                                         | 12 червня 1933                                                                         |
| Закладений                                                         | 18 вересня 1933                                                                        | 18 вересня 1933                                                                        |
| Спуск на воду                                                      | 25 жовтня 1934                                                                         | 25 жовтня 1934                                                                         |
| Введений до складу флоту                                           | 14 червня 1935                                                                         | 14 червня 1935                                                                         |
| На службі                                                          | 1935—1941                                                                              | 1935—1941                                                                              |
| Загибель                                                           | 11 лютого 1941 року потоплений німецькими тральщиками M-2, M-13 і M-25 поблизу Уессана | 11 лютого 1941 року потоплений німецькими тральщиками M-2, M-13 і M-25 поблизу Уессана |
| Бойовий досвід                                                     | Друга світова війна Битва на Середземному морі Битва за Атлантику                      | Друга світова війна Битва на Середземному морі Битва за Атлантику                      |
| Проєкт                                                             |                                                                                        |                                                                                        |
| Тип ПЧ                                                             | середній торпедний ДПЧ                                                                 | середній торпедний ДПЧ                                                                 |
| Основні характеристики                                             |                                                                                        |                                                                                        |
| Швидкість (надводна)                                               | 17,9 вузлів                                                                            | 17,9 вузлів                                                                            |
| Швидкість (підводна)                                               | 8 вузлів                                                                               | 8 вузлів                                                                               |
| Робоча глибина занурення                                           | 95 м                                                                                   | 95 м                                                                                   |
| Гранична глибина занурення                                         | 110 м                                                                                  | 110 м                                                                                  |
| Дальність плавання                                                 | 14,75 вузлів (27,3 км/год) (надводна) 8 вузлів (15 км/год) (підводна)                  | 14,75 вузлів (27,3 км/год) (надводна) 8 вузлів (15 км/год) (підводна)                  |
| Екіпаж                                                             | 39 осіб                                                                                | 39 осіб                                                                                |
| Розміри                                                            |                                                                                        |                                                                                        |
| Довжина найбільша (по КВЛ)                                         | 63,6 м                                                                                 | 63,6 м                                                                                 |
| Ширина корпусу найб.                                               | 7,16 м                                                                                 | 7,16 м                                                                                 |
| Висота                                                             | 3,61 м                                                                                 | 3,61 м                                                                                 |
| Середня осадка (по КВЛ)                                            | 3,2 м                                                                                  | 3,2 м                                                                                  |
| Водотоннажність надводна                                           | 780 т                                                                                  | 780 т                                                                                  |
| Силова установка                                                   |                                                                                        |                                                                                        |
| дизель-електрична; 2 дизельних двигуни Admiralty, 2 електродвигуни |                                                                                        |                                                                                        |
| Гвинти                                                             | 2                                                                                      | 2                                                                                      |
| Потужність                                                         | 1 550 к.с. (дизелі) 1 440 к.с. (електродвигун)                                         | 1 550 к.с. (дизелі) 1 440 к.с. (електродвигун)                                         |
| Озброєння                                                          |                                                                                        |                                                                                        |
| Торпедно- мінне озброєння                                          | 6 × 533-мм торпедних апаратів                                                          | 6 × 533-мм торпедних апаратів                                                          |
| ППО                                                                | 1 × 76-мм зенітна гармата QF 3-inch 20 cwt 1 × 7,7-мм зенітний кулемет Lewis           | 1 × 76-мм зенітна гармата QF 3-inch 20 cwt 1 × 7,7-мм зенітний кулемет Lewis           |

«Снаппер» (англ. HMS Snapper (39S) — військовий корабель, підводний човен типу «S», друга група, Королівського військово-морського флоту Великої Британії часів Другої світової війни.
«Снаппер» був закладений 18 вересня 1933 року на верфі компанії Chatham Dockyard у Чатемі. 25 жовтня 1934 року він був спущений на воду, а 14 червня 1935 року увійшов до складу Королівського ВМФ Великої Британії.
Корабель брав активну участь у бойових діях на морі в Другій світовій війні; бився на Середземному та в Північному морях, поблизу берегів Франції, Англії, Норвегії, супроводжував союзні конвої. Загалом здійснив 13 бойових походів.

## Історія служби
Після початку Другої світової війни «Снаппер» більшу частину своєї кар'єри провів у рідних водах. Одного разу під час патрулювання в Північному морі, коли човен повертався в Гарідж був помилково атакований британським літаком. Незважаючи на пряме влучення, «Снаппер» уник пошкоджень. 
11 жовтня 1939 року корабель разом з субмаринами «Селмон», «Шарк» і «Сілайон» вийшов до берегів Англії та прибув 22 числа до Портсмута. Невдовзі після прибуття підводний човен увійшов до складу сил, що здійснювали протичовнове патрулювання у Північному морі.
12 листопада підводний човен з «Санфіш», «Шарк» і «Сілайон» здійснили під ескортом есмінця «Боудісіа» та шлюпа «Фламінго» перехід до Ширнесса, і далі до Гаріджа.
12 квітня 1940 року поблизу Ларвіка він потопив невеликий німецький нафтовий танкер Moonsund, 14 квітня — німецьке торговельне судно Florida, 15 квітня — німецькі допоміжні тральщики M 1701 / H. M. Behrens і M 1702 / Carsten Janssen.
6 травня «Снаппер» атакував німецький озброєний торговий крейсер «Віддер», але торпеди не влучили в ціль.
8 травня 1940 року «Снаппер» разом з чотирма британськими та семи французькими підводними човнами вийшов на патрулювання у Північне море, північніше Фризьких островів, біля узбережжя Нідерландів, для забезпечення прикриття східного входу до Ла-Маншу, в очікуванні можливого вторгнення Німеччини в Англію.
25 червня 1940 року під час десятого походу британський човен потопив німецький збройний траулер V 1107 / Portland, а 3 липня норвезьке торговельне судно Cygnus.
29 січня 1941 року «Снаппер» вийшов з Клайда у тринадцятий патруль, щоб діяти в Біскайській затоці. Вважається, що підводний човен S-класу був затоплений в Біскайській затоці на південний захід від Уессана німецькими тральщиками M-2, M-13 і M-25 із втратою всього екіпажу.